# 苏珊·塞德
苏珊·塞德（瑞典語：Susanne Ceder，1967年6月30日—），瑞典女子冰球运动员，场上位置是前锋。她曾代表瑞典国家队参加1998年冬季奥林匹克运动会冰球比赛，获得第5名。